# Manfred Brendel
Manfred Brendel (* 14. Dezember 1939 in Leipzig) ist ein deutscher Journalist und ehemaliger Politiker der Liberal-Demokratischen Partei Deutschlands (LDPD) in der DDR. Er war von 1986 bis 1990 Abgeordneter der Volkskammer und 1989/90 Chefredakteur des LDPD-Zentralorgans Der Morgen.

## Leben
Brendel, Sohn eines Architekten, wurde nach dem Besuch der Oberschule mit Abitur Tageszeitungsredakteur. Er wurde 1957 Mitglied der LDPD und des Freien Deutschen Gewerkschaftsbunds (FDGB). Er war von 1957 bis 1964 als Wirtschafts- und Lokalredakteur beim Sächsischen Tageblatt in Leipzig beschäftigt. Von 1964 bis 1970 war er Redakteur beim Sender Leipzig von Radio DDR I. Gleichzeitig absolvierte er von 1964 bis 1970 ein Fernstudium an der Hochschule für Ökonomie Berlin (HfÖ) mit dem Abschluss als Diplom-Wirtschaftswissenschaftler. Von 1967 bis 1975 war Brendel zusätzlich Chefredakteur am Institut für Verwaltungsorganisation und Bürotechnik in Leipzig. Brendel wurde 1973 an der Universität Leipzig mit der Arbeit „Erhöhung der Effektivität des wissenschaftlichen Arbeitsprozesses durch rationelle Gestaltung der Informationsbeziehungen interdisziplinärer Gemeinschaftsarbeit (dargestellt am Beispiel des Instituts für Verwaltungsorganisation und Bürotechnik)“ zum Dr. oec. promoviert.
Von 1975 bis 1978 war Brendel stellvertretender Oberbürgermeister von Leipzig und zuständig für Wohnungspolitik. Außerdem war er stellvertretender Vorsitzender des LDPD-Kreisverbandes Leipzig-Stadt und Stadtverordneter der Messestadt. Am 15. Februar 1979 wurde Brendel Vorsitzender des Bezirksverbandes Leipzig der LDPD. Ab März 1977 gehörte er dem Zentralvorstand der LDPD als Mitglied an und war Abgeordneter des Bezirkstages von Leipzig. Von 1986 bis 1990 war Brendel Abgeordneter der Volkskammer. 1990 wurde Brendel Mitglied der Freien Demokratischen Partei (FDP), da die LDPD mit dieser fusionierte.
Von 1989 bis 1990 war Brendel Chefredakteur und ab 1. Oktober 1990 Chefkorrespondent des LDPD-Zentralorgans Der Morgen in Berlin, welches 1991 eingestellt wurde. Später war Brendel als Planungsredakteur beim Radiosender MDR info in Halle (Saale) tätig.

## Auszeichnungen
- 1982 Vaterländischer Verdienstorden in Bronze (DDR)